# P1 Motorsport
P1 Motorsport – brytyjski zespół wyścigowy, założony w 1990 przez Rolyego Vincini. Obecnie ekipa startuje tylko w Formule Renault 3.5, jednak w przeszłości zespół pojawiał się także na starcie Brytyjskiej Formuły 3. Po nawiązaniu współpracy z brytyjskim zespołem Strakka Racing w 2013 roku ekipa startuje jako P1 by Strakka Racing.

## Historia

### Brytyjska Formuła 3
W 1992 roku P1 Motorsport dołączył do stawki Brytyjskiej Formuły 3 wystawiając trzy samochody. Zespół startował pod nazwą P1 Engineering. Jednak pod koniec sezonu ekipa zrezygnowała ze startów. Dopiero po 10 latach, w 2003 roku zespół znów stanął na starcie Brytyjskiej Formuły 3, tym razem już pod nazwą P1 Motorsport.

### Formuła Renault 3.5
Od sezonu 2008 P1 Motorsport startuje w Formule Renault 3.5. Już w pierwszym sezonie ekipa odniosła sukces w postaci trzeciej pozycji w klasyfikacji generalnej. Mimo że Pippa Mann zdobyła tylko 5 punktów, to drugi kierowca zespołu, Giedo van der Garde pokonał wszystkich rywali w klasyfikacji generalnej. W 2009 roku James Walker oraz Daniił Mowe zajęli odpowiednio 5 i 10 pozycję w klasyfikacji generalnej, co dało zespołowi znów najniższy stopień podium.
Sezony 2010-2012 były już nieco słabsze. Najlepsi w odpowiednich sezonach: Walter Grubmüller, Daniił Mowe i znów Walter Grubmüller zajęli odpowiednio 16, 10 i 14 pozycję. Dla ekipy przyniosło to odpowiednio 11, 6 i 11 lokatę w klasyfikacji generalnej.
W sezonie 2013 bardzo dobrze spisał się Will Stevens, który był czwarty w klasyfikacji generalnej. Sam zespół został sklasyfikowany na szóstej pozycji.

## Starty

### Formuła Renault 3.5
W latach 2011–2012 P1 Motorsport startował z holenderską licencją, a od 2013 roku, po nawiązaniu współpracy z Strakka Racing startuje jako P1 by Strakka Racing
| Rok  | Bolid           | Kierowcy            | Wyścigi | Wygrane | PP | NO | Pkt | M.K. | M.Z. |
| ---- | --------------- | ------------------- | ------- | ------- | -- | -- | --- | ---- | ---- |
| 2008 | Dallara-Renault | Giedo van der Garde | 16      | 5       | 2  | 3  | 137 | 1    | 3    |
| 2008 | Dallara-Renault | Pippa Mann          | 17      | 0       | 0  | 0  | 5   | 25   | 3    |
| 2009 | Dallara-Renault | James Walker        | 17      | 1       | 0  | 2  | 89  | 5    | 3    |
| 2009 | Dallara-Renault | Daniił Mowe         | 17      | 0       | 0  | 1  | 49  | 10   | 3    |
| 2010 | Dallara-Renault | Walter Grubmüller   | 17      | 0       | 0  | 0  | 16  | 16   | 11   |
| 2010 | Dallara-Renault | Jan Charouz         | 15      | 0       | 0  | 0  | 16  | 18   | 11   |
| 2010 | Dallara-Renault | Brendon Hartley     | 13      | 0       | 0  | 2  | 50  | 10   | 11   |
| 2011 | Dallara-Renault | Walter Grubmüller   | 14      | 0       | 0  | 0  | 24  | 18   | 6    |
| 2011 | Dallara-Renault | Adam Carroll        | 2       | 0       | 0  | 0  | 27  | 17   | 6    |
| 2011 | Dallara-Renault | Daniił Mowe         | 17      | 0       | 0  | 0  | 54  | 10   | 6    |
| 2012 | Dallara-Renault | Walter Grubmüller   | 17      | 0       | 0  | 0  | 42  | 14   | 11   |
| 2012 | Dallara-Renault | Daniił Mowe         | 17      | 0       | 0  | 0  | 29  | 17   | 11   |
| 2013 | Dallara-Renault | Will Stevens        | 17      | 0       | 0  | 2  | 148 | 4    | 6    |
| 2013 | Dallara-Renault | Matias Laine        | 17      | 0       | 0  | 0  | 9   | 23   | 6    |